# نعمة الضربة القاضية
نعمة الضربة القاضية هو فيلم إثارة نيجيري صدر عام 2018 من إخراج داري أوليتان بإنتاج مشترك مع Femi D Ogunsanwo و«بيبي أوليتان» و«نيي أوليتان».

## القصة
يدور الفيلم حول نعمة فتاة تطمح لتحقيق النجاح في أحلامها من خلال القضاء على الفقر. لكنها تنتقل بشكل غير متوقع إلى عالم الجريمة الإجرامي ووصلت تدريجياً إلى النظام السياسي النيجيري.

## طاقم العمل
- أدي لاوي
- بوتشي فرانكلين
- أديمولا أديدويين
- توبي تيديلا
- ليندا إيجيفور
- ميغ أوتانوا
- أديدجي أبيمبولا

## الترشيحات والجوائز
عُرض الفيلم دوليا وتلقى إشادة نقدية مترشحا لأربعة جوائز في حفل توزيع جوائز الأوسكار الأفريقي السابع للأفلام. (بما في ذلك أفضل ممثل في دور مساعد، أفضل ممثلة في دور مساعد).

### الترشيحات
- جوائز الأكاديمية الأفريقية للأفلام
  - أفضل ممثل في دور مساعد
  - أفضل ممثلة في دور مساعد
  - أفضل فيلم نيجيري
  - أفضل مؤثرات بصرية

## وصلات خارجية
- نعمة الضربة القاضية على موقع IMDb (الإنجليزية)
- نعمة الضربة القاضية على موقع قاعدة بيانات الفيلم (الإنجليزية)
- نعمة الضربة القاضية على موقع ليتربوكسد (الإنجليزية)